# Пушкін Сергій Львович
Сергій Львович Пушкін ((рос. Пушкин Сергей Львович) 23 травня [3 червня] 1770, Санкт-Петербург — 29 червня [11 липня] 1848, Москва) — батько Олександра Пушкіна, поет-любитель.

## Біографія
Син Льва Олександровича Пушкіна і його другої дружини Ольги Василівни, уродженої Чичеріної. Отримав французьке виховання. Записаний спершу в армію, він 1775 року був переведений до гвардії, а з 1777-го по 1791 рік значився сержантом Ізмайловського полку. Потім був переведений у прапорщики, а після — в капітани. До 1797 року служив у лейб-гвардії єгерському полку, звідки 1798 року вийшов у відставку майором. У 1798 році переїхав до Москви. Входив до Комісаріатського штату, спершу в Москві (у цей час у нього народився син Олександр). Був на службі в Комісаріатському депо, комісіонер 8-го класу з 1802 року, 7-го класу — з 1804 року («по дбайливому виконанні посади»), військовий радник з 25 червня 1812 року. У 1811 році був нагороджений орденом св. Володимира 4-го ступеня.
Потім у Варшаві служив начальником Комісаріатської комісії резервної армії. У Варшаві в липні 1814 року вступив в Орден вільних мулярів, у ложу «Північного Щита», до якої, пройшовши чотири попередніх ступені, був «приєднаний» 10 жовтня 1817 року. А незадовго перед цим — 12 січня — був звільнений зовсім від служби з чином 5-го класу.
Одружився порівняно молодим — ще будучи офіцером лейб-гвардійського єгерського полку, — в Петербурзі, в листопаді 1796 року на Надії Осипівні Ганнібал — своїй троюрідній племінниці, що жила тоді з матір'ю в Петербурзі. Надія Осипівна була дочкою Осипа Абрамовича Ганнібала, від його шлюбу з Марією Олексіївною Пушкіною. «Був відомий як дотепник і людина незвичайної винахідливості. Писав вірші французькою мовою, брав участь у спектаклях і добре декламував». Власник сіл Болдіно і Кістеньово в Арзамаському повіті
Нижегородської губернії.

## Сім'я

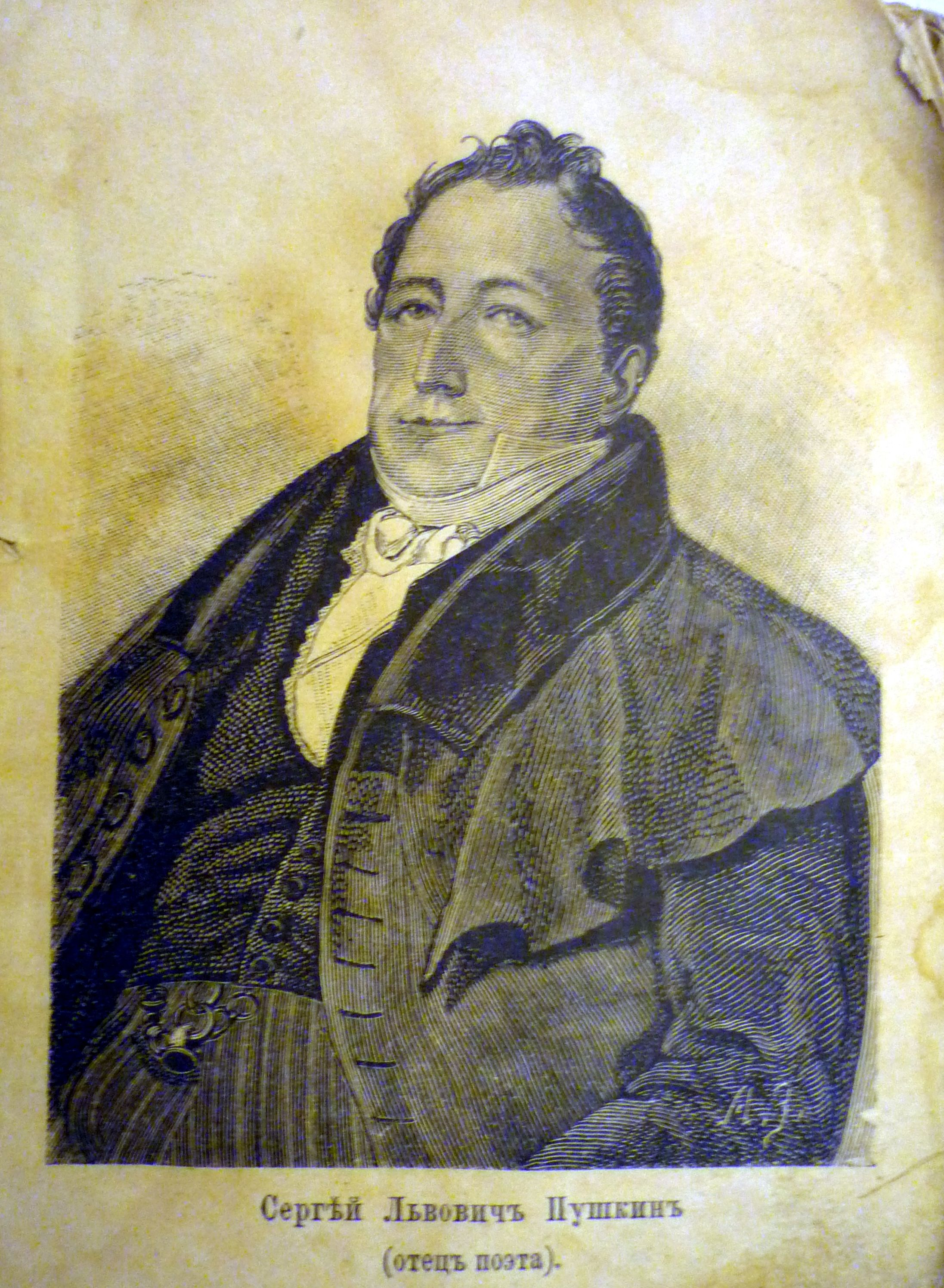
Сергій Львович Пушкін, батько поета О. С. Пушкіна, гравюра К. Гампельна

### Дружина
Надія Осипівна Ганнібал — нар. 21.6.1775 року в Суйді, пом. 29.3.1836 року. «Прекрасна креолка». Єдина дочка батьків. Вінчалася в церкві Суйда в кінці вересня 1796 року. Власниця села Михайловського Псковської губернії.

### Діти
1. Ольга (20.11.1797 — 2.5.1868), дружина М. І. Павлищева (1802—1879)
2. Олександр (26.5.1799, М. — 29.1.1837, Спб)
3. Микола (26.3.1801, М. — 30.7.1807, Захарово Моск. Губ., пох. у Великих Вяземах)
4. Лев (17.4.1805, М. — 19.7.1852, Одеса)[4]
5. Софія (6.1.1809 — 12.9.1809, пох. Донський монастир)
6. Павло (16.7.1810 — 27.12.1810, пох. Донський монастир)
7. Михайло (28.10.1811 —?)
8. Платон (14.11.1817, Спб. — 18.10.1819, Михайловське), хрещений в Покровсько-Коломенській церкві Петербурга, хрещені — брат Лев і бабуся, вдова капітана Марія Олексіївна Ганнібал.

## Коло спілкування
З дитинства дружив зі своїми зведеними двоюрідними братами Жеребцовими й Лачиновими, племінниками першої дружини його батька, Марії Матвіївни Воєйкової. Також завжди з теплотою і захопленням відгукувався про свого зведеного дядька — Володимира Сергійовича Грушецького (сенатора, дійсного таємного радника і герольдмейстера, з дворянського роду Грушецьких), який часто бував у них у будинку. Володимир Грушецький був одружений з Анною Матвіївною Воєйковою, сестрою першої дружини його батька, Льва Олександровича.
Сергій Львович Пушкін так писав про це (в журналі «Син вітчизни»):
… Я в самому дитинстві пам'ятаю брата її, Олександра Матвійовича Воєйкова, рідного зятя її, Сергія Івановича Грушецького, племінників її Жеребцових, Лачинових. Всі вони так часто були у батька мого, не пропускали жодного свята, щоб не приїхати до нього за тодішнім звичаєм, з поздоровленням як до старшого в сімействі. — Згідно чи це зі сказаним в уривку? — Я пам'ятаю, що Володимир Сергійович Грушецький, син Сергія Івановича, який помер тільки минулого року сенатором в С.-Петербурзі, всяку неділю з дев'ятої години ранку вже був у мого батька в гвардійському унтер-офіцерському мундирі, яким я милувався. — Володимир Сергійович нагадував мені перед самою майже смертю, як часто він мене носив на руках.— С. Л. Пушкін — журналу «Син вітчизни», 1840 рік 